# 塞奇威克冰川
69°51′S 69°22′W / 69.850°S 69.367°W
塞奇威克冰川（英語：Sedgwick Glacier）是南極洲的冰川，位於亞歷山大一世島東岸，長13公里、寬3.7公里，發源自斯蒂芬森山腳，最終在赫克爾山以北注入喬治六世海峽。